# Edward Stillingfleet
Edward Stillingfleet (17 avril 1635 à Cranborne, Angleterre - 27 mars 1699 dans le quartier de Westminster, Londres) est un théologien anglican et érudit britannique. Remarquable prédicateur, il a été surnommé « la beauté de la sainteté » à cause de sa prestance en chaire,. Il a aussi été un écrivain polémique dans sa défense de l'anglicanisme.

## Biographie
Edward Stillingfleet naît à Cranborne dans le comté de Dorset en Angleterre le 17 avril 1635. À l'âge de treize ans, il s'inscrit au St John's College de Cambridge, où il obtient son diplôme en 1652. Cinq ans plus tard, en 1657, il est nommé vicaire de la paroisse de Sutton dans le Central Bedfordshire.
En 1665, après s'être taillé un nom en tant qu'écrivain, il est nommé vicaire de l'église St Andrew Holborn dans le nord-ouest de Londres. Il prêche à l'église Sainte-Marguerite de Westminster le 10 octobre 1666, le lendemain du Grand incendie de Londres ; l'église est si pleine que les gens doivent se tenir debout. Samuel Pepys, haut fonctionnaire britannique, rapporte qu'il ne peut entendre le sermon et se rend dans un pub à la place.
Stillingfleet obtient ensuite plusieurs honneurs, dont celui d'être nommé chapelain royal (en) et doyen de la cathédrale Saint-Paul de Londres (1678), ce poste l'amenant à participer à la construction de la nouvelle cathédrale. Il est nommé évêque de Worcester en 1689. En tant qu'homme d'église, il est influent. Par exemple, il s'adresse régulièrement à la Chambre des lords.
Il héberge Richard Bentley, qui fait office de tuteur pendant plusieurs années peu après avoir complété sa formation en 1693. Bentley sera son chapelain et biographe. Il décrit Stillingfleet comme « l'un des meilleurs érudits universels qui a jamais vécu »,.
En 1691, à sa demande, la reine Marie II d'Angleterre écrit aux magistrats du Middlesex, exigeant d'appliquer plus vigoureusement les lois contre le vice. C'est l'un des premiers jalons de la campagne de la Society for the Reformation of Manners.
À sa mort, Stillingfleet laisse une bibliothèque de 10 000 ouvrages imprimés, qui fait maintenant partie de la bibliothèque Marsh à Dublin en Irlande. Sa collection de manuscrits a été achetée par Robert Harley (1661-1724) et donnée en 1753 avec les Harleian Manuscripts au British Mu🇧🇪, dont elle forme l'une des collections fondatrices.

## Patronage, politique et opinions
Stillingfleet doit attendre plusieurs années avant d'obtenir une charge d'évêque, à cause de sa disgrâce auprès de la cour royale pendant les années 1680. Il ne manque pourtant jamais de puissants protecteurs. Le premier est Roger Burgoyne, un barrister et député du Long Parlement, qui lui fera la faveur du vicariat de Sutton dans le Bedfordshire. Vient ensuite Francis Pierrepont, un colonel parlementaire et plus jeune frère de Henry Pierrepont, marquis de Dorchester et royaliste, et de William Pierrepont, un homme politique. Les deux lui offrent des fonctions de tuteur. Il est aussi supporté par Harbottle Grimston, Master of the Rolls, qui lui a offert une fonction de prédicateur.
La Restauration anglaise ne se déroule pas sans difficulté pour les membres du clergé anglican. Thomas Wriothesley, 4e Earl de Southampton propose Stillingfleet pour occuper un poste de l'église St Andrew Holborn. Humphrey Henchman, évêque de Londres, lui fait rédiger une réplique à la réponse de William Laud à John Percy (alias Fisher). Stillingfleet démontre alors une aisance à adapter son discours en fonction des attentes politiques du moment. Cette compétence lui vaut d'être catégorisé parmi les « hommes de [grande] latitude » (dans le sens d'avoir une morale très extensible). Stillingfleet devient l'un des meneurs d'un groupe d'anglicans péjorativement surnommé « latitudinaires ». Cette doctrine est issue des enseignements des Platoniciens de Cambridge, mais elle est en défaveur pendant la Restoration. Plusieurs membres qui ont fréquenté l'université de Cambridge ont soit quitté la carrière religieuse devant de sombres perspectives d'emploi ou soit décidé de se fier au patronage pour obtenir une charge ecclésiastique.
Par son approche, Stillingfleet est lié à l'évêque Isaac Barrow (1613-1680), l'homme d'église Robert South et l'ecclésiastique John Tillotson. Ils sont d'accord, par exemple, sur une interprétation littérale de l'exégèse biblique, rejetant toute lecture allégorique. Lui et Tillotson appuient la doctrine dite « érastienne », selon laquelle le chef de l'État détient de grands pouvoirs sur l'Église et ce depuis 1660. Cependant, après la Glorieuse Révolution, ils préfèrent épouser la doctrine de la Basse Église. Stillingfleet applique aussi quelques aspects de la doctrine de la Haute Église avec Gilbert Burnet, Benjamin Hoadly, Simon Patrick, William Powell et William Whiston.
Avec Thomas Tenison, Stillingfleet et Tillotson prêche pour la raison la religion naturelle (c'est-à-dire que Dieu, l'âme, les esprits et tous les êtres surnaturels font partie de la Nature). Ils sont décrits comme des arminiens anglicans. Ils sont plutôt arminien que calviniste, jugent que les croyances essentielles forment une partie minime des croyances fondamentales ; de plus, Stillingfleet appuie la réconciliation avec les presbytériens.

« [...] défendent une attitude et une humeur plutôt qu'un credo précis. Même s'ils n'ont pas abandonné l'aspect objectif de la religion, ils insistent surtout sur une bonne perspective morale de la vie. Ils ont tenté de répondre à ce qu'ils croyaient être les plus grands besoins intellectuels et éthiques de leur génération. Ce faisant, ils ont contribué à modifier le caractère de la théologie, la faisant passer de dogmatique à rationnelle,. »

Ils jugent favorablement la nouvelle science de leur époque. Lorsque Halley est proposé pour occuper la chaire savilienne d'astronomie en 1691, Stillingfleet analyse avec Richard Bentley la vision matérialiste d'Edmond Halley, qu'il rejette.

## Œuvres
Adepte des controverses, Stillingfleet prend la défense de l'orthodoxie anglicane en rédigeant plusieurs traités, où il fait montre de sagacité.

### Doctrine et l'Église
Son premier livre, The Irenicum (1659), promeut les compromis avec les presbytériens ; analysé selon une approche latitudinarian, il s'inspire des travaux de John Selden et applique le modèle de la synagogue à la structure de l'Église. Son socle philosophique est le droit naturel et l'état de nature. Les arguments de l’Irenicum sont encore d'actualité dans les années, puisque le divine Gilbert Rule a rédigé un traité à ce sujet, Modest Answer.
Cet ouvrage est suivi de Origines Sacrae, Or, A Rational Account of the Grounds of Christian Faith, as to the Truth and Divine Authority of the Scriptures, and Matters Therein Contained (1662) et de A Rational Account of the Grounds of Protestant Religion (1664). Il s'agit d'attaques contre le catholicisme. Stillingfleet poursuit avec A Discourse Concerning the Idolatry Practised in the Church of Rome (1671) qui lance une controverse avec le récusant catholique Thomas Godden (en) et l'érudit Serenus de Cressy.
The Mischief of Separation (1687) est un sermon de Stillingfleet, qu'il fait suivre de The Unreasonableness of Separation: Or, An Impartial Account of the History, Nature and Pleas of the Present Separation from the Communion of the Church of England (1680). Ces attaques contre les séparatistes parmi les non-conformistes provoquent une réponse conséquente parmi les dissidents, plusieurs étant déçus de la position plus dure d'un anglican qui a dans le passé tendu une branche d'olivier. Parmi les opposants se trouvent les théologiens Richard Baxter et John Owen. Stillingfleet reçoit aussi des critiques des conformistes, qui jugent qu'il emprunte des arguments de Thomas Hobbes.
An Answer to Some Papers (1685) tente de répondre à une série d'articles prétendument de la main du roi Charles II d'Angleterre, arguant que la seule vraie Église est celle des catholiques romains. Dans la controverse qui suit, il publie A Vindication of the Answer to some Late Papers (1687) qui attaque le poète John Dryden et qu'il qualifie de « sinistre logicien » (« grim logician »). Dryden réplique avec le poème The Hind and the Panther (1687) où il introduit le terme « grim logician », une allusion à Stillingfleet.

### Controverses philosophiques
A Letter to a Deist (1676) est la première attaque explicite contre le déisme parue en langue anglaise. Cette lettre rappelle la position que Baruch Spinoza a exprimée dans Tractatus Theologico-Politicus, mais Stillingfleet ne l'indique que par ces mots : « un auteur tardif récemment très en vogue ».
En 1697, Stillingfleet publie A Discourse in Vindication of the Doctrine of the Trinity (1697). « Le Vindication de Stillingfleet ressort parmi les nombreux ouvrages polémiques des années 1690 par sa facture eirenicale et la profondeur de son savoir, ce qui le distingue comme l'un des classiques mineurs de la théologie du XVIIe siècle,. »
Il poursuit trois buts : réduire l'influence des unitariens, étayer l'unité des trinitaires orthodoxes et défendre la trinité chrétienne. Pour le dernier but, Stillingfleet publie Three Criticisms of Locke (1697) qui critique la position de John Locke et son Essai sur l'entendement humain.
Stillingfleet a aussi engagé un débat par correspondance avec Locke. Il exprime son appui envers le dualisme et affirme que Locke, dans son Essai sur l'entendement humain, s'oppose au dualisme. Stillingfleet considère également que l'épistémologie de l'ouvrage légitime l'unitarisme. À partir de 1681, Locke étudie, en collaboration avec les historiens et philosophes James Tyrrell et Sylvester Brounower, les ouvrages de Stillingfleet. La dramaturge et philosophe Catharine Trotter s'engage aussi dans la controverse et défend Locke, mais sa carrière littéraire en souffre.
Stillingfleet « entra en lice contre lui, mais il fut battu ; car il raisonnait en docteur, et Locke en philosophe instruit de la force et de la faiblesse de l'esprit humain, et qui se battait avec des armes dont il connaissait la trempe ».

### Érudition historique
Dans Origines Sacrae (1663), Stillingfleet commence une analyse extensive des faiblesses des anciens historiens. Il argue contre les théories préadamites d'Isaac La Peyrère (suivant une voie très critique des anciennes théories d'origines britanniques) et les écrits d'Annius de Viterbe. Un autre ouvrage faisant un retour aux racines du christianisme britannique est Origines Britannicae: Or, The Antiquities of the British Churches (1685).
L'ouvrage Discourse of the True Antiquity of London paraît en 1704 dans le même livre que The Second Part of Ecclesiastical Cases. Ouvrage d'une grande érudition sur Londinium (ou Londres romain), il ignore les récentes découvertes archéologiques (qui ne sont pas encore vulgarisées à cette époque).
Edward Stillingfleet a publié d'autres ouvrages :
- The Doctrines and Practices of the Church of Rome Truly Represented; in Answer to a Book Intituled, a Papist Misrepresented, and Represented, &c, 1686[48]
- Fifty Sermons Preached upon Several Occasions, 1707[49]
- Several Conferences Between a Romish Priest, a Fanatick Chaplain, and a Divine of the Church of England Concering the Idolatry of the Church of Rome, 1710[50]

### Citations originales
1. ↑  (en) « the beauty of holiness »
2. ↑  (en) « one of the most universal scholars that ever lived »
3. ↑  (en) « men of latitude »
4. ↑  (en) « ...stood for an attitude and a temper rather than for any particular creed.  Though they did not abandon the objective side of religion, their emphasis was primarily on a proper moral outlook of life.  They tried to meet what they believed were the greatest intellectual and ethical needs of their generation, and, in so doing, they contributed to the changing character of theology from being dogmatic to being rationalistic. »
5. ↑  (en) « late author mightily in vogue »
6. ↑  (en) « Stillingfleet's Vindication stands out among the many polemical works of the 1690s by virtue of its eirenical tone, and the breadth of learning displayed marks it off as a minor classic of seventeenth-century theology. »

### Citations
1. ↑  (en) Paul D. L. Avis, Anglicanism and the Christian Church: Theological Resources in Historical Perspective, A&C Black, 2002, 393 p. (ISBN 978-0567095121, lire en ligne), p. 118
2. ↑  (en) David C. Douglas, English Scholars, 1939, p. 254.
3. ↑  Stillingfleet, Edward dans (en) J. Venn et J. A. Venn, Alumni Cantabrigienses, Cambridge, Angleterre, Cambridge University Press, 1922–1958 (ouvrage en 10 volumes)
4. 1 2 3   (en) « Edward Stillingfleet (1635—1699) », dans Encyclopædia Britannica [détail de l’édition], 1911 (lire sur Wikisource).
5. ↑  (en) Adrian Tinniswood, By Permission of Heaven: The Story of the Great Fire of London, 2003, p. 181.
6. ↑  (en) « Farringdon Street, Holborn Viaduct and St. Andrew's church », dans Old and New London, vol. 2, Londres, Cassell, Petter & Galpin, 1878 (lire en ligne), p. 496-513
7. ↑  (en) Deborah Payne Fisk, The Cambridge Companion to English Restoration Theatre, 2000, p. 212.
8. ↑  (en) John Trevor Cliffe, The Puritan Gentry Besieged, 1650-1700, 1993, p. 40.
9. ↑  (en) B. W. Young, Religion and Enlightenment in Eighteenth-Century England: Theological Debate from Locke to Burke, 1998, p. 190.
10. ↑  (en) Tony Claydon, Europe and the Making of England, 1660-1760, 2007, p. 330.
11. ↑  (en) William Gibson, « Altitudinarian Equivocation: George Smalridge's Churchmanship », dans William Gibson et Robert G. Ingram, Religious Identities in Britain, 1660-1832, 2005, p. 57.
12. ↑  Coffey 2006, p. 227. Outre Sancroft, il y avait d'autres jeunes hommes à Cambridge au début des années 1650 qui devaient devenir des anglicans arminiens influents : Isaac Barrow [...], John Tillotson [...], Simon Patrick [...], Edward Stillingfleet [. ..], Richard Kidder [...], Thomas Tenison. [...] Les influences les plus importantes sur eux étaient clairement les platoniciens de Cambridge et l'arminien anglican, Henry Hammond. Mais  Redemption Redeemed  peut avoir aidé à confirmer leur rejet du calvinisme.
13. ↑  Griffin 1992, Introduction, p. 7.
14. ↑  (en) Peter Toon, chap. II « The Augustan Age (Trends of Nonconformist Theology) », dans The Emergence of Hyper-Calvinism in English Nonconformity, 1689-1765, The Olive Tree, 1967 (lire en ligne)
15. ↑  (en) « The University of Cambridge: The age of Newton and Bentley (1660-1800) », dans A History of the County of Cambridge and the Isle of Ely, vol. 3 : the City and University of Cambridge, Londres, Victoria County History, 1959 (lire en ligne), p. 210-235
16. ↑  (en) « Halley, Edmond », dans Andrew Pyle, Dictionary of Seventeenth Century British Philosophers, 2000, p. 376-379.
17. ↑  (en) Edward Stillingfleet, The Irenicum, M. Sorin, 1842 (1re éd. 1659) (lire en ligne)
18. ↑  (en) James E. Force (dir.) et Richard Henry Popkin (dir.), Newton and Religion: Context, Nature, and Influence, 1999, p. 157.
19. ↑  (en) John Robertson, A Union for Empire: Political Thought and the British Union of 1707, 1995, p. 160.
20. ↑  (en) Edward Stillingfleet, Origines Sacrae, Or, A Rational Account of the Grounds of Christian Faith, as to the Truth and Divine Authority of the Scriptures, and Matters Therein Contained, R.W., 1666, 619 p. (lire en ligne)
21. ↑  (en) Edward Stillingfleet, A Rational Account of the Grounds of Protestant Religion, University Press, 1844 (1re éd. 1664) (lire en ligne)
22. ↑  (en) Edward Meredith, A Discourse Concerning the Idolatry Practised in the Church of Rome, Robert While, 1672, 496 p. (lire en ligne)
23. ↑  (en) Costas Douzinas et Lynda Nead, Law and the Image: The Authority of Art and the Aesthetics of Law, 1999, p. 109.
24. ↑  Cressy 1672.
25. ↑  (en) Edward Stillingfleet, The Mischief of Separation, H. Hills, 1709, 40 p. (lire en ligne)
26. ↑  (en) Edward Stillingfleet, The Unreasonableness of Separation: Or, An Impartial Account of the History, Nature and Pleas of the Present Separation from the Communion of the Church of England, T. N., 1681, 449 p. (lire en ligne)
27. ↑  (en) John Marshall, John Locke: Resistance, Religion and Responsibility, 1994, p. 95.
28. ↑  (en) Richard Baxter, Richard Baxter's Answer to Dr Edward Stillingfleet's charge of separation, 1680
29. ↑  (en) John Owen, « John Owen his life and literary legacy », tecmalta.org
La réponse se trouve dans A Brief Vindication of Nonconformists from the Charge of Schism.
30. ↑  (en) Tony Claydon, Europe and the Making of England, 1660-1760, 2007, p. 298.
31. ↑  (en) Edward Stillingfleet, An Answer to Some Papers, Londres, Richard Chiswell, 1685 (lire en ligne)
32. ↑  (en) Edward Stillingfleet, A Vindication of the Answer to Some Late Papers Concerning the Unity and Authority of the Catholic Church .., Richard Chiswell, 1687, 118 p. (lire en ligne)
33. ↑  (en) Edward Stillingfleet, A Letter to a Deist, W. G., 1676 (lire en ligne)
34. ↑  (en) « Deism », dans Encyclopedia Britannica, 1911 (lire en ligne)
35. ↑  (en) Jonathan Israel, The Radical Enlightenment, 2001, p. 603.
36. ↑  (en) Edward Stillingfleet, A Discourse in Vindication of the Doctrine of the Trinity, J. H., 1697 (lire en ligne)
37. 1 2  (en) Philip Dixon, Nice and Hot Disputes: The Doctrine of the Trinity in the Seventeenth Century, 2005, p. 143-144.
38. ↑  (en) Edward Stillingfleet, Three Criticisms of Locke (lire en ligne)
39. ↑  (en) John Marshall, « Locke, Socinianism, "Socinianism", and Unitarianism », dans M. A. Stewart, English Philosophy in the Age of Locke, 2000, p. 111
40. ↑  (en) « Critical notes on Stillingfleet [c. 1681] », Bodleian Library
41. ↑  (en) Richard H. Popkin, The Pimlico History of Western Philosophy, 1999, p. 768.
42. ↑  Voltaire, Lettres philosophiques, Sur M. Locke, Mélanges, Paris, Gallimard, Bibliothèque de la Pléiade, 1961, 1553 p., p. 40
43. ↑  (en) Margaret T. Hodgen, Early Anthropology in the Sixteenth and Seventeenth Centuries, 1971, p. 248-9.
44. ↑  (en) Colin Kidd, British Identities Before Nationalism: Ethnicity and Nationhood in the Atlantic World, 1600-1800, 1999, p. 40 et 59.
45. ↑  (en) Edward Stillingfleet, Origines Britannicae: Or, The Antiquities of the British Churches, M. Flesher, 1685, 364 p. (lire en ligne)
46. ↑  (en) Edward Stillingfleet, The Second Part of Ecclesiastical Cases, Henry Mortlock, 1704, 603 p. (lire en ligne)
47. ↑  (en) Joseph M. Levine, Dr. Woodward's Shield: History, Science and Satire in Augustan England, 1977, p. 36-7.
48. ↑  (en) Edward Stillingfleet, The Doctrines and Practices of the Church of Rome Truly Represented; in Answer to a Book Intituled, a Papist Misrepresented, and Represented, &c, W. Rogers, 1686 (lire en ligne)
49. ↑  (en) Edward Stillingfleet, Fifty Sermons Preached upon Several Occasions, J. Heptinstall, 1707, 754 p. (lire en ligne)
50. ↑  (en) Edward Stillingfleet, Several Conferences Between a Romish Priest, a Fanatick Chaplain, and a Divine of the Church of England Concering the Idolatry of the Church of Rome, J. Heptinstall, 1710, 668 p. (lire en ligne)

### Sources
- (en) John Coffey, John Goodwin and the Puritan Revolution : Religion and Intellectual Change in Seventeenth-Century England, Woodbridge, The Boydell Press, 2006
- (en) Hugh Paulinus Cressy, Fanaticism fanatically imputed to the Catholick church by Doctour Stillingfleet: and the imputation refuted and retorted by S.C. a Catholick, Douai, English College, 1672
- (en) Martin Ignatius Joseph Griffin, Latitudinarianism in the Seventeenth-Century Church of England, Leiden, E. J. Brill, 1992